# Pehr Qværnstrøm
Pehr Qværnstrøm, född 9 februari 1878 i Frederikshald (nuvarande Halden), död 12 december 1949, var en norsk skådespelare, manusförfattare och regissör.
Qværnstrøm filmdebuterade 1911 i Fattigdommens forbandelse. Samma år gjorde han Bondefangeri i Vaterland där han medverkade både som regissör, manusförfattare och skådespelare. Filmen blev hans enda filmregi och han verkade därefter endast som skådespelare. Han spelade i sammanlagt 14 filmer åren 1911–1946. Han var också engagerad vid Det norske teatret där han medverkade i Peer Gynt (1948).

## Filmografi
- 1911 – Fattigdommens forbandelse
- 1911 – Bondefangeri i Vaterland (även regi och manus)
- 1912 – Hemmeligheden
- 1920 – Kaksen paa Øverland
- 1937 – Ungt blod
- 1938 – Det drønner gjennom dalen
- 1938 – Ungen
- 1938 – Lenkene brytes
- 1939 – Gryr i Norden
- 1939 – Familien på Borgan
- 1940 – Godvakker-Maren
- 1941 – Den forsvundne pølsemaker
- 1943 – Vigdis
- 1946 – På kant med samhället